# Barilius naseeri
Barilius naseeri és una espècie de peix cipriniforme de la família dels ciprínids oriünda del Panjab (Índia).